# Experiência consciente imediata
Experiência consciente imediata ou simplesmente experiência imediata é a experiência consciente subjetiva que um sujeito tem da realidade, no exato momento em que este acesso a realidade é direto, intuitivo, independente das características constitutivas do sujeito e sem auxílio de construtos auxiliares.
O conceito nasceu a partir da divisão das ciências naturais e da psicologia como primeiramente postulado por Wilhelm Wundt. Segundo ele, enquanto as ciências naturais estudam os objetos da experiência independente do sujeito, a psicologia os investigam na sua relação com o sujeito. Delimitando os domínios dessas ciências, Wundt define que as ciências naturais se ocupam do estudo da experiência mediata, enquanto a psicologia estuda a experiência imediata.
Um exemplo que pode mais facilmente esclarecer a distinção entre a experiência mediata da experiência imediata é o de uma pessoa observando pela janela a temperatura medida por um termômetro colocado do lado de fora da casa, com a temperatura indicada de —10°C, a pessoa neste caso não estará sentindo o fenômeno da temperatura diretamente, já que a medida em questão foi obtida e/ou mediada a partir da utilização de um instrumento científico, neste caso a experiência é mediata. No entanto, se a pessoa for para o lado de fora, despida de seu casaco e sem auxílio de qualquer construto auxiliar, ela terá uma experiência direta do frio, e esta será chamada experiência consciente imediata, isto é, você a experimenta em primeira mão, sem o intermédio de um termômetro ou qualquer outro instrumento científico.